# 自治领公共大楼

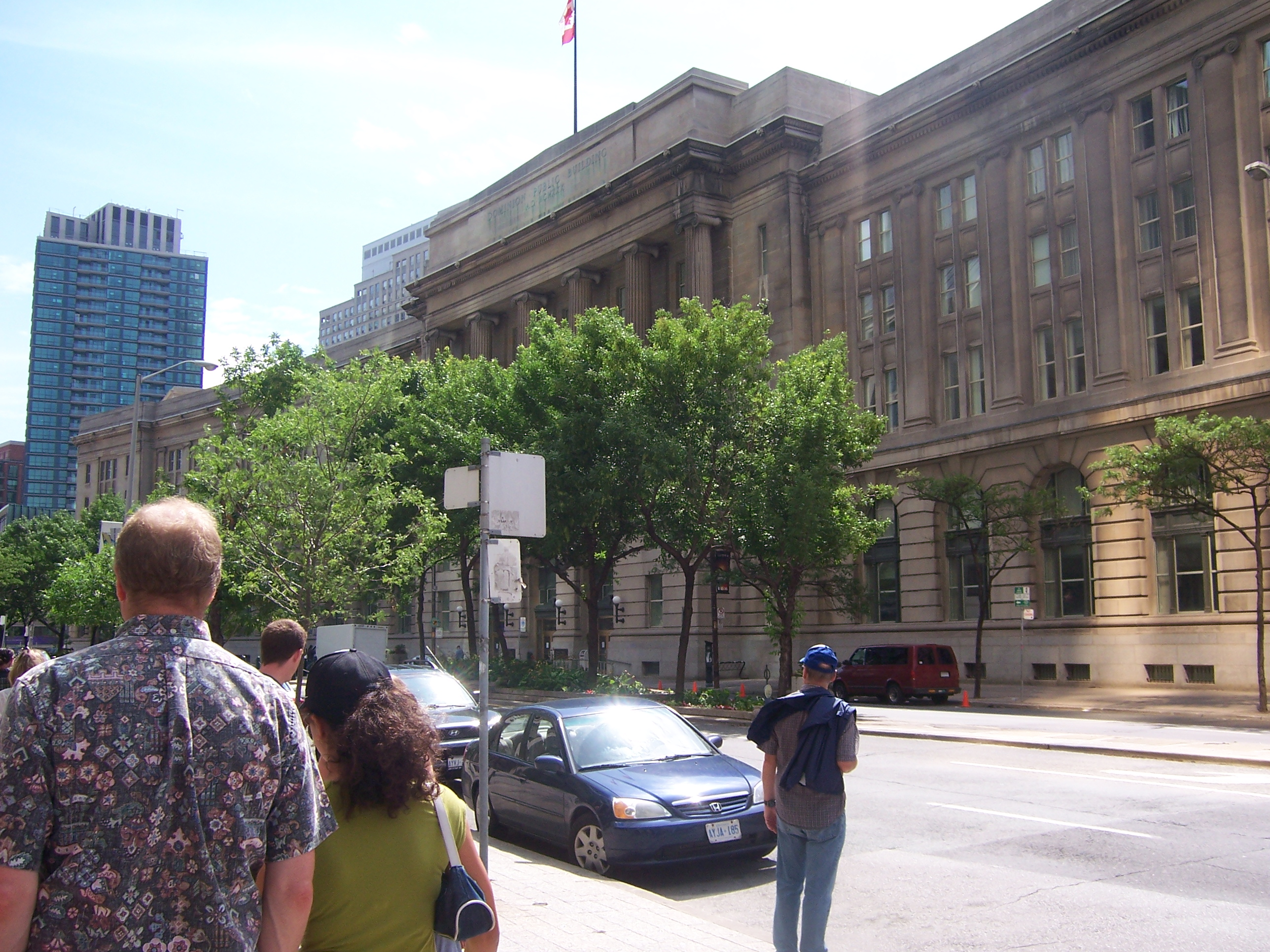
自治领公共大楼

自治领公共大楼（英語：Dominion Public Building）是加拿大多伦多一座五层的政府建筑，新古典主义建筑风格，建于1926年-1935年，位于卑街夾前街的东南转角。
该建筑由建筑师Thomas W. Fuller和James H. Craig设计，最初为多伦多的联邦海关结算所。目前它仍然是联邦财产，设有加拿大税务局的一些行政和支持机构。

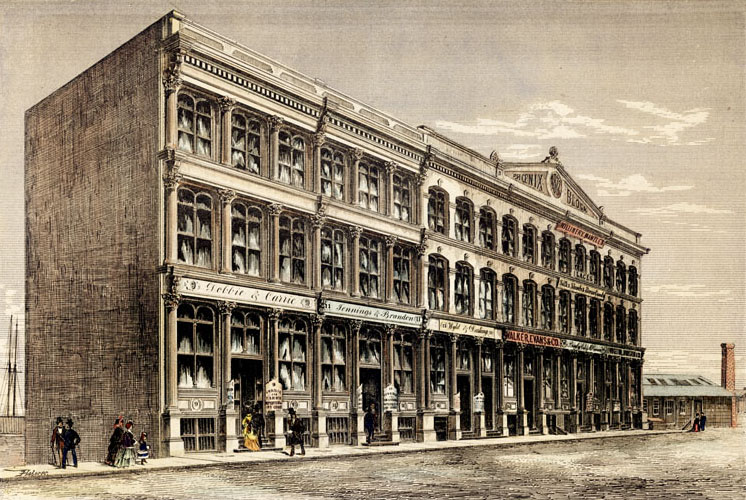
前街的批发仓库，1872

在20世纪20年代之前，沿着前街向西是一系列批发仓库。这些建筑毁于1904年多伦多大火。而向东则是海关大楼及附设仓库。1919年，海关大楼拆除，沿前街空置。
1935-36年，政府在哈利法克斯、伦敦和汉密尔顿也建造了自治领公共大楼。

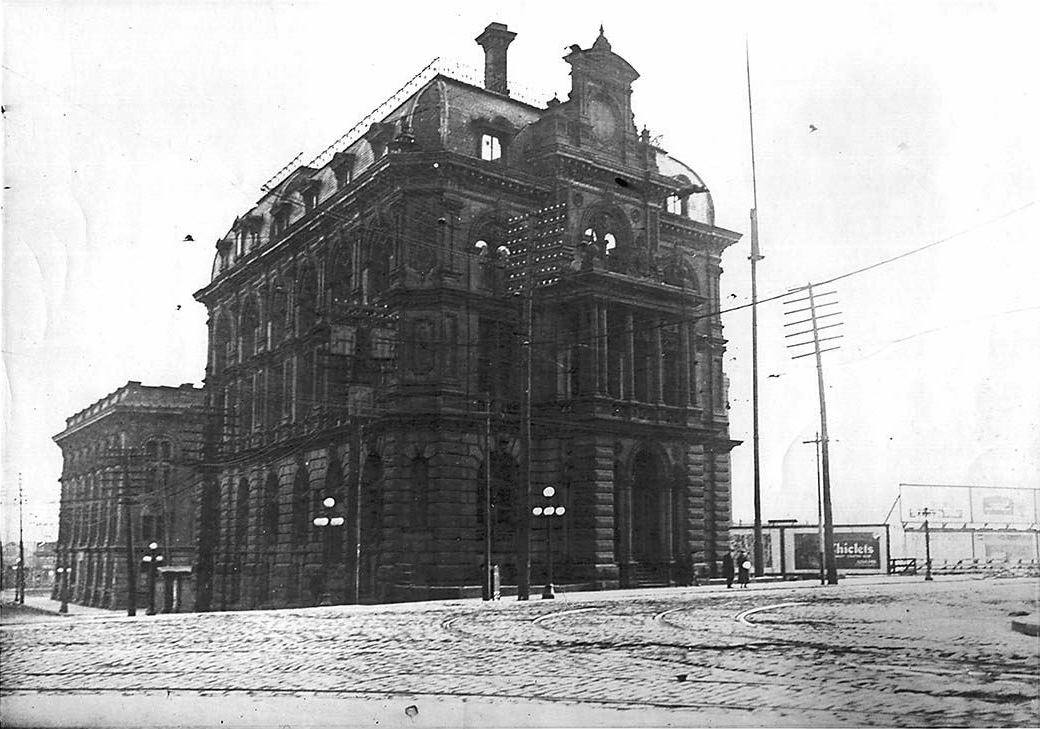
旧海关大楼